# Growbox
Growbox – album polskich raperów O.S.T.R.-a i Jeżozwierza oraz polskiego producenta muzycznego Soulpete’a, składających się na projekt hip-hopowy pod taką samą nazwą. Wydawnictwo ukazało się 25 września 2015 roku nakładem wytwórni Asfalt Records. Wszystkie utwory zostały wyprodukowane przez Soulpete’a.
Album został wydany w limitowanym, 4-tysięcznym nakładzie, dostępnym do kupienia jedynie w sklepie wydawnictwa.
Premierę płyty poprzedził singel „Mówią Mi”, do którego został zrealizowany teledysk.

## Lista utworów
Opracowano na podstawie materiału źródłowego.
| CD 1 1. „Chamskie Bragga” 2. „Kolczasty Skit” 3. „Mięso Z Grilla” 4. „Agresja” 5. „Bóg Honor Utarg” 6. „Mówią Mi” 7. „Ostry Skit” 8. „Przepływ Danych” 9. „O Tym Samym” 10. „Kiedy Słyszę Bit” |  | CD 2 1. „Chamskie Bragga” (Instrumental) 2. „Kolczasty Skit” (Instrumental) 3. „Mięso Z Grilla” (Instrumental) 4. „Agresja” (Instrumental) 5. „Bóg Honor Utarg” (Instrumental) 6. „Mówią Mi” (Instrumental) 7. „Ostry Skit” (Instrumental) 8. „Przepływ Danych” (Instrumental) 9. „O Tym Samym” (Instrumental) 10. „Kiedy Słyszę Bit” (Instrumental) |